# L'Île au trésor (téléfilm, 1990)
Pour les articles homonymes, voir L'Île au trésor (homonymie) et Treasure Island.
Pour plus de détails, voir Fiche technique et Distribution.
L'Île au trésor est un téléfilm américano-britannique écrit et réalisé par Fraser Clarke Heston (fils de Charlton Heston) et diffusé en 1990. Adaptation du roman éponyme de Robert Louis Stevenson datant de 1883, il est connu pour sa fidélité au texte original, une grande partie du dialogue venant directement de celui-ci, ainsi que par la recréation de plusieurs de ses scènes les plus violentes.
Production originale de la chaîne TNT, il est tourné en Cornouailles, aux Pinewood Studios de Londres et en Jamaïque et sort également en salles en dehors des États-Unis.

## Synopsis
Le récit est celui de Jim Hawkins, 13 ans, tenancier avec sa mère de l'auberge l'Amiral Benbow  dans un port anglais près de Bristol au XVIIIe siècle. Un jour, un vieux loup de mer, le capitaine Billy Bones débarque à l'auberge et s'y installe. Le vieux capitaine effraie mais ses récits d'aventures fascinent Jim qui devient son ami; d'autant qu'il semble peser sur ce dernier une obscure menace. 
Un jour, l'auberge est encerclée par des pirates à la recherche de la carte au trésor de John Flint que détient le capitaine. En ouvrant le coffre du pirate, Jim et sa mère découvrent la carte indiquant la cachette du fabuleux trésor que la bande du fameux capitaine Flint a enfoui dans une île déserte.
Avec l’aide du docteur Livesey et du marquis Trelawney, le châtelain du village, un navire baptisé l'Hispaniola est affrété pour partir à sa recherche… 
Des traîtres entrent dans l'hispaniola pour trouver le trésor avant eux il s'emparèrent de l'hispaniola pendant que Jim Hawkins cherchait le trésor.

## Distribution
- Charlton Heston (V. F. : Jean-Claude Michel) : Long John Silver
- Christian Bale (V. F. : Hervé Rey) : Jim Hawkins
- Oliver Reed (V. F. : Mario Santini) : Billy Bones
- Christopher Lee (V. F. : Michel Modo): Pew l'aveugle
- Julian Glover (V. F. : Gabriel Cattand) : Dr Livesey
- Richard Johnson (V. F. : Pierre Hatet) : Châtelain Trelawney
- Isla Blair (V. F. : Martine Meiraghe) : madame Hawkins
- James Cosmo : Tom Redruth
- Pete Postlethwaite : George Merry
- Clive Wood (V. F. : Hervé Bellon) : Capitaine Alexandre Smollet
- Michael Halsey (V. F. : Gilbert Levy) : Israel Hands
- John Benfield : Chien-Noir
- Nicolas Amer (V. F. : Pierre Baton) : Ben Gunn
- James Coyle : Tom Morgan
- Michael Thoma : Hunter
- John Abbott : Joyce
- Robert Putt : Job Anderson